# Hypobraque
L’hypobraque (grec ancien ὑποϐραχύς, ὑποκύπριος ; latin hypobrachys) est, dans la métrique antique, un pied de cinq syllabes à longueurs variées, composé d'une longue, d’une brève et de trois longues ; il est noté : | — ∪ — — — |.

## Étymologie
Ὑποϐραχύς vient de ὑπό, « dessous », et βραχύς, « bref », sous-entendant πούς, « pied » ; ὑποκύπριος, sous-entendant de même πούς, « pied », renvoie pour sa part au pied nommé Kύπριος, « Chypriote » et noté | ∪ — ∪ ∪ — |.

## Usage
Le pied est mentionné par Diomède : « hypobrachys ex longa et brevi et tribus longis temporum novem ». Il figure chez lui entre probraque, pied composé d’une brève suivie de quatre longues (noté | ∪ — — — — |), et mésobraque, composé de deux longues, d’une brève et de deux longues (noté pour sa part | — — ∪ — — |).
On peut citer comme exemple de mot grec ayant cette prosodie δημοκομπώδης.